# Ковтун Діана Дмитрівна
Діана Дмитрівна Ковтун (нар. 14 квітня 1998, Харків, Україна) — українська спортсменка, футболістка та хокеїстка. Учасниця міжнародних змагань з обох видів спорту, зокрема жіночої Ліги чемпіонів УЄФА та чемпіонатів світу з хокею.

## Життєпис
У дитинстві Діана любила грати у хокей. Через те, що в Україні не було дівочих команд, вона грала в командах з хлопцями. Через велику інтенсивність в цьому виді спорту та високу ймовірність отримати травму в боротьбі з більш фізично розвинутими хлопцями, за порадами батька Діана почала грати у футбол, де на відміну від хокею можно було обрати дівочі команди.

## Футбол
У 14-річному віці Діана Ковтун грала за «Харківський коледж» у складі студентської команди. Згодом Ковтун виступала у двох найкращих клубах чемпіонату України того часу – «Житлобуд-2» та «Житлобуд-1». 
В серпні 2016 року Діана Ковтун дебютувала в жіночій Лізі чемпіонів УЄФА. Вона вийшла на заміну замість Ганни Мозольської на 84-й хвилині матчу, в якому «Житлобуд-1» зустрічався з латвійським «РФШ». 
В чемпіонаті України 2017 року Діана Ковтун  виступала в складі дебютанта вищої ліги – команді «Злагода» (Дніпро).
У декількох сезонах Ковтун поєднувала свої спортивні вподобання та грала паралельно і за футбольну команду в чемпіонаті України з футболу серед жінок, і за хокейну в чемпіонаті України з хокею серед жінок.  

## Хокей
У 2016 році коли в Харкові було створено жіночу хокейну команду «Пантери», Діана Ковтун  відновила свої зайняття хокеєм. У складі «Пантер» вона дебютувала в першому чемпіонаті України серед жінок та стала однією з найкращих бомбардирок своєї команди в тому турнирі. 
Чемпіонат України з хокею серед жінок 2017—2018 став для  неї золотим. «Пантери» у фіналі переграли команду «Королеви Дніпра» з рахунком 7:3, Ковтун в тій вирішальній грі відзначилась двічі та допомогла своїй команді здобути чемпіонський титул. 
У травні 2018 року Федерація хокею України ухвалила рішення про відновлення жіночої збірної України з хокею. Ковтун потрапила до заявки команди яка поїхала на кваліфікаційний турнір чемпіонату світу, що проходив у січні 2019 року у Кейптауні. Збірна України здобула там перемогу у всіх чотирьох своїх матчах та завоювала путівку до другого дивізіону. В активі Діани Ковтун було дві закинутих шайби у ворота збірної Бельгії та збірної Гонконгу.
Виступ збірної України у другому дивізіоні чемпіонату світу 2020 року був провальним, адже українська команда зазнала п'ятьох поразок (дві з яких в овертаймі) в п'ятьох матчах та вибули до третього дивізіону. На тому турнірі Діана Ковтун відзначилась двома закинутими шайбами в ворота збірної Хорватії та збірної Нової Зеландії.
На клубному рівні Ковтун вийшла у фінал чемпіонату Туреччини в складі  стамбульській команди «Буз Адамлар», але її команда задовільнилась лише срібними медалями. 